# Xysticus atrimaculatus
Xysticus atrimaculatus là một loài nhện trong họ Thomisidae.
Loài này thuộc chi Xysticus. Xysticus atrimaculatus được Friedrich Wilhelm Bösenberg & Embrik Strand miêu tả năm 1906.